# Nilüfer Yanya

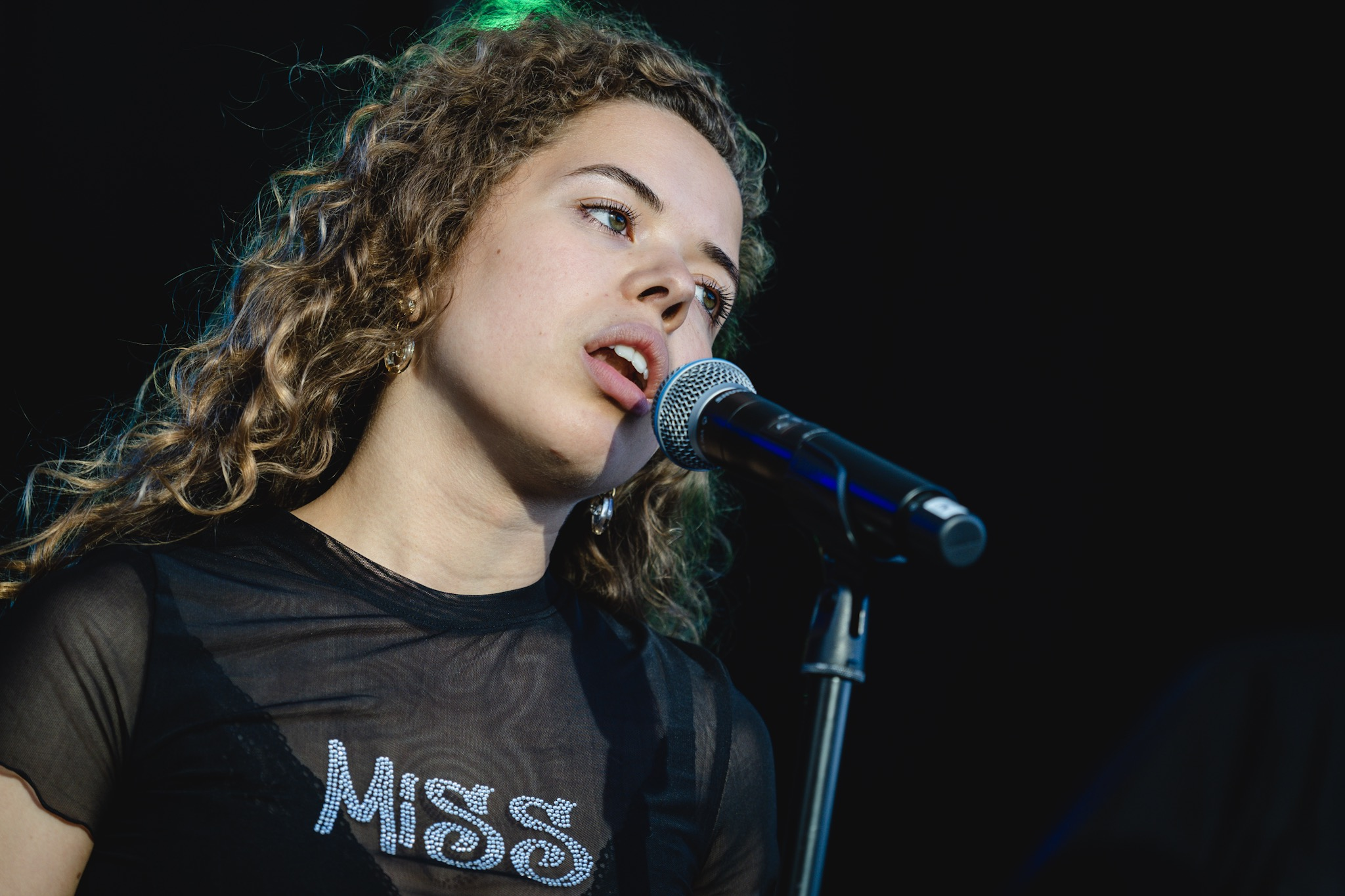
Nilüfer Yanya 2019 beim Turning Tides Festival

Nilüfer Yanya (* 11. Mai 1995 in London) ist eine englische Rockmusikerin.

## Biografie
Nilüfer Yanya wuchs im Westen von London auf. Ihr Vater war ein bildender Künstler, der aus der Türkei nach England gekommen war, nachdem er ein Stipendium am Royal College of Art bekommen hatte, ihre Mutter, eine Londonerin mit Wurzeln in Irland und Barbados, arbeitete als Designerin für Paul Smith. Während der Schulzeit spielte sie klassisches Klavier. Später wechselte sie zur Elektrogitarre und bekam Unterricht von Dave Okumu, dem Kopf der Londoner Band The Invisible. Mehrere Jahre trat sie auf kleinen Bühnen und bei Open-Mic-Veranstaltungen auf, bevor sie mit 20 Jahren das Angebot bekam, in einem Girlgroup-Projekt von Louis Tomlinson mitzuwirken, was sie aber ablehnte.
2016 veröffentlichte sie ihre Debüt-EP Small Crimes beim Londoner Indie-Label Blue Flowers und hatte damit einen ersten Erfolg. Die zweite EP Plant Feed sowie ihre erste Englandtour folgten ein Jahr später. Von Musikern wie The xx, Interpol und Mitski wurde sie als Support-Act gebucht. Außerdem unterschrieb sie beim US-Indie-Label ATO Records. Mit dem Song Baby Luv gewann sie schließlich so viel Aufmerksamkeit, dass sie bei der BBC in die Sound-of-2018-Liste aufgenommen wurde.
Anschließend veröffentlichte sie eine weitere EP. Im März 2019 kam ihr Debütalbum Miss Universe heraus. Von der Kritik wurde das Album positiv aufgenommen, unter anderem von Pitchfork, Billboard, dem Guardian und dem Independent. In ihrer Heimat erreichte das Album nicht die Charts, lediglich in den belgischen Top 200 konnte es sich platzieren.
In den folgenden beiden Jahren veröffentlichte sie zwei weitere Singles und mit Inside Out eine Compilation bereits erschienener Songs. Anfang März 2022 brachte sie ihr zweites Album Painless heraus.

## Diskografie
Alben
- Miss Universe (2019)
- Inside Out (Compilation, 2021)
- Painless (2022)
- My Method Actor (2024)

EPs
- Small Crimes/Keep On Calling (2016)
- Plant Feed (2017)
- Do You Like Pain? (2018)
- Feeling Lucky? (Remix EP, 2021)

Lieder
- Baby Luv (2017)
- Heavyweight Champion of the Year (2018)
- Small Crimes (2019)
- In Your Head (2019)
- Tears (2019)
- H34t Rises (2019)
- Super Rich Kids (2019)
- Crash (2020)
- Stabilise (2021)
- Midnight Sun (2022)
- Another Life (2022)
- The Dealer (2022)